# Michaela Bakala
Michaela Bakala (rodným příjmením Maláčová, * 23. května 1971 Brno) je česká podnikatelka a předsedkyně správní rady nadace Bakala Foundation, zakladatelka České Miss a vítězka soutěže Miss Československo pro rok 1991.

## Životopis
Pochází z Brna, kde se v roce 1971 narodila do evangelické rodiny. Během druhé poloviny 80. let 20. století působila jako zpěvačka v začínající brněnské skupině Helmutova Stříkačka. V letech 1989–1991 studovala na Vysoké škole zemědělské. Ve svých 19 letech zvítězila 20. dubna 1991 ve finále soutěže Miss Československo. V roce 1992 začala studovat televizní a filmovou produkci na Filmové a televizní fakultě Akademie múzických umění v Praze a v roce 1997 získala titul Mgr. Následně pomáhala s organizací Mezinárodního filmového festivalu v Karlových Varech a působila jako PR manažerka společnosti Motokov. V letech 2000–2003 pracovala jako tisková mluvčí a ředitelka tiskového oddělení Občanské demokratické strany. V roce 2003 založila PR agenturu GoodComm.
Dne 25. února 2005 se v kongresovém centru Top Hotelu Praha uskutečnil první ročník soutěže krásy Česká Miss, kterou založila. Od roku 2010 se stala ředitelkou i konkurenční soutěže Miss České republiky. Obě sloučila v jedinou soutěž krásy v ČR pod názvem Česká Miss.
Od roku 2009 se angažuje v nadaci Bakala Foundation (dříve Nadace Zdeňka Bakaly) poskytující talentovaným českým studentům stipendia, díky kterým mohou studovat na zahraničních univerzitách. V nadaci působí jako předsedkyně správní rady.
V roce 2010 založila a stala se předsedkyní představenstva mezinárodní skupiny Luxury Brand Management,[zdroj?] která se zaměřuje na životní styl a prodej luxusního zboží.
Od roku 2012 působí jako členka správní rady Knihovny Václava Havla.
V roce 2012 společně se svým mužem Zdeňkem Bakalou založila společnost BM Management, která se věnuje správě privátních aktiv manželů na území ČR. Od roku 2012 byla rovněž členkou představenstva vydavatelství Economia, v roce 2019 však stejně jako její manžel na veškeré funkce v Economii rezignovala. Ve stejném roce z jejich iniciativy vznikla Rada pro redakční nezávislost Economie.

## Rodina
V letech 1999–2004 byla vdaná za Švýcara Remo Petera Karpfa, se kterým se rozvedla. Na konci roku 2004 se seznámila s podnikatelem Zdeňkem Bakalou, který se stal jejím životním partnerem. Má s ním čtyři děti – dcery Anabel (* 2006) a Adele (* 2013) a syny Arona (* 2007) s Aramem (* 2009).
V průběhu roku 2010 se Maláčová za Bakalu v zahraničí provdala. S celou rodinou žila od roku 2009 ve Švýcarsku, kde se cítila více anonymní než během jejich života v České republice. V současné době[kdy?] žije s celou rodinou ve Spojených státech amerických. Vzhledem k životu v zahraničí používá příjmení Bakala v nepřechýlené verzi, nicméně v češtině jí oslovení Bakalová nevadí.